# Article 53-1 de la Constitution de la Cinquième République française
Article 53 Article 53-2
L'article 53-1 de la Constitution de la Cinquième République française traite de la coopération européenne.

## Texte
« La République peut conclure avec les Etats européens qui sont liés par des engagements identiques aux siens en matière d'asile et de protection des Droits de l'homme et des libertés fondamentales, des accords déterminant leurs compétences respectives pour l'examen des demandes d'asile qui leur sont présentées.

Toutefois, même si la demande n'entre pas dans leur compétence en vertu de ces accords, les autorités de la République ont toujours le droit de donner asile à tout étranger persécuté en raison de son action en faveur de la liberté ou qui sollicite la protection de la France pour un autre motif. »
— Article 53-1 de la Constitution du 4 octobre 1958

## Origine
L'article 53-1 de la Constitution a été introduit par la loi constitutionnelle n° 93-1256 du 25 novembre 1993. 
En juillet 1993, le Parlement a adopté le projet de loi relatif à la maîtrise de l'immigration et aux conditions d'entrée, d'accueil et de séjour des étrangers en France, discuté à l'initiative du ministre de l'intérieur Charles Pasqua. La censure partielle de ce texte par le Conseil constitutionnel a poussé le gouvernement d'Édouard Balladur à demander une modification de la Constitution afin de permettre la mise en œuvre des dispositions concernées.
Cette modification de la Constitution est la première réalisée sous la Cinquième République à la suite de la déclaration d’inconstitutionnalité d’une loi.

## Contenu
Le second alinéa de l'article 53-1 revient sur un principe du droit français consacré par le Préambule de la Constitution de 1946. Ce préambule faisait qu'un demandeur d'asile avait le droit d'être accueilli s'il était persécuté en raison de son action en faveur de la liberté ; l'article 53-1 retire ce droit, et ne fait de l'accueil qu'une possibilité, laissée à la libre appréciation de l’État. 
L'article donne la possibilité à la France de réexaminer un rejet de demande d'asile d'un autre pays membre de l'espace Schengen.
Le juriste Guy Carcassonne a considéré que l'article 53-1 est « inutile au départ, néfaste à l'arrivée », et que « le premier alinéa [...] n'apporte rien qui ne fût déjà acquis », du fait notamment de précédentes décisions du Conseil constitutionnel (n°91-294 DC du 25 juillet 1991 et 92-307 DC du 25 février 1992).

## Jurisprudence
Dans la DC du 22 avril 1997, le Conseil constitutionnel a censuré une disposition législative qui ouvrait aux services du ministère de l'Intérieur et de la gendarmerie nationale la possibilité de consulter des fichiers où sont conservés les empreintes digitales d'étrangers.